# Liste de films français sortis en 1944
Listes de films français
- 1940
- 1941
- 1942
- 1943
- 1944
- 1945
- 1946
- 1947
- 1948

Liste non exhaustive de films français sortis en 1944 :
| Titre                               | Réalisateur       | Distribution                                      | Genre                      | Notes       |
| ----------------------------------- | ----------------- | ------------------------------------------------- | -------------------------- | ----------- |
| L'Ange de la nuit                   | André Berthomieu  | Henri Vidal, Jean-Louis Barrault, Michèle Alfa,   | Film dramatique            | 95 minutes  |
| L'aventure est au coin de la rue    | J. Daniel-Norman  | Raymond Rouleau, Michèle Alfa, Suzy Carrier       | Comédie policière          | 98 minutes  |
| Le Bal des passants                 | Guillaume Radot   | Annie Ducaux, Jacques Dumesnil, Léon Belières     |                            | 90 minutes  |
| Béatrice devant le désir            | Jean de Marguenat | Fernand Ledoux, Jules Berry, Renée Faure          | Comédie dramatique         | 97 minutes  |
| Bonsoir mesdames, bonsoir messieurs | Roland Tual       | François Périer, Gaby Sylvia, Julien Carette      | Comédie                    | 97 minutes  |
| Le Bossu                            | Jean Delannoy     | Edmond Beauchamp, Paul Bernard, Pierre Blanchar   | Aventure                   | 110 minutes |
| Le Carrefour des enfants perdus     | Léo Joannon       | René Dary, Raymond Bussières, Jean Mercanton      | Drame                      | 110 minutes |
| Cécile est morte                    | Maurice Tourneur  | Albert Préjean, André Gabriello, Germaine Kerjean | Film policier              | 90 minutes  |
| Le ciel est à vous                  | Jean Grémillon    | Madeleine Renaud, Charles Vanel, Jean Debucourt   | Drame                      | 105 minutes |
| Le Cinématographe Lumière           | Henri Lepage      | -                                                 | Court métrage Documentaire |             |
| La Collection Ménard                | Bernard Roland    | Foun-Sen, Robert Le Vigan, Lucien Baroux          | Comédie                    | 86 minutes  |
| Coup de tête                        | René Le Hénaff    | André Alerme, Pierre Mingand, Josseline Gaël      | Crime                      | 99 minutes  |
| De Jeanne d'Arc à Philippe Pétain   | Sacha Guitry      | des voix off                                      | Documentaire historique    | 58 minutes  |
| L'Enfant de l'amour                 | Jean Stelli       | Gaby Morlay, François Périer, Aimé Clariond       | Comédie dramatique         | 100 minutes |
| Florence est folle                  | Georges Lacombe   | Annie Ducaux, André Luguet, Pierre Palau          | Drame                      | 101 minutes |
| Graine au vent                      | Maurice Gleize    | Jacques Dumesnil, Marcelle Géniat, Lise Delamare  | Drame                      | 90 minutes  |
| L'Île d'amour                       | Maurice Cam       | Josseline Gael, Tino Rossi                        | Drame, Romance             | 106 minutes |
| La Malibran                         | Sacha Guitry      | Sacha Guitry, Geori Boué, Suzy Prim               | Film musical               | 95 minutes  |
| Le Merle blanc                      | Jacques Houssin   | Saturnin Fabre, Julien Carette, Georges Rollin    | Comédie                    | 100 minutes |
| Le mort ne reçoit plus              | Jean Tarride      | Jacqueline Gauthier, Gérard Landry, Jules Berry   | Crime                      | 100 minutes |
| La Nuit des temps                   | Roger Verdier     | -                                                 | court métrage documentaire | 12 min      |
| Les Petites du quai aux fleurs      | Marc Allégret     | Odette Joyeux, André Lefaur, Louis Jourdan        | Comédie dramatique         | 92 minutes  |
| Premier de cordée                   | Louis Daquin      | André Le Gall, Irène Corday, Maurice Baquet       | Drame                      | 106 minutes |
| La Rabouilleuse                     | Fernand Rivers    | Fernand Gravey, Pierre Larquey, Suzy Prim         | Comédie dramatique         | 100 minutes |
| Service de nuit                     | Jean Faurez       | Jacques Dumesnil, Gaby Morlay, Louis Seigner      | Comédie                    | 96 minutes  |
| La Vie de plaisir                   | Albert Valentin   | Albert Préjean, Aimé Clariond, Jean Servais       | Comédie dramatique         | 85 minutes  |
| Le Voleur de paratonnerres          | Paul Grimault     | -                                                 | Court métrage              | 10 min      |
| Le Voyageur sans bagage             | Jean Anouilh      | Pierre Fresnay, Pierre Renoir, Blanchette Brunoy  | Drame                      | 99 minutes  |